# Gamereactor
A Gamereactor Észak-Európa egyik legnagyobb videojátékokkal foglalkozó magazinja és weboldala. 1998-ban alapította Morten Reichel és Claus Reichel Dániában Gamez.dk néven. A Gamez.dk 2001-ben megvásárolta a Gamereactor.dk, .se és .no weblapokat az Egmont Digitaltól. Az Egmont 1998-ban alapította ezen weboldalakat. 2001-ben kiadták a Gamereactor Magazine-t Norvégiában, majd nem sokkal később Svédországban. 2007 óta a Gamereactor megjelenik Finnországban és 2009-től a magazin weblapja Németországban. 2010-ben megnyílt a magazin weboldalának olasz nyelvű változata. Az újság teljesen ingyenes és a legtöbb játékokkal, valamint elektronikai tárgyakat áruló kereskedésben Dániában, Svédországban, Finnországban és Norvégiában. A magazinnak tíz lapszáma jelenik meg évente dánul, norvégul, svédül és finnül. Az internetről is le lehet tölteni PDF formátumban.
2008. szeptember 1-jén a Gamereactor elindította a magazin és a weboldal angol nyelvű változatát. A Gamereactor International szerepeltet egy hír blogot, ami különös figyelmet fordít a norvég játékiparra.
2010. július 20-án elindították a Gamereactor weboldalának olasz verzióját.
2004-ben a Gamereactor művészeti vezetőjét; Petter Hegevall jelölték az egyik legnagyobb svéd tervezői díjra.
A Gamereactor a hónapok elején szokott megjelenni. A játékokat tízes skálán értékelik, ahol a 10 a legjobb pontszám. A norvég Gamereactor jelenlegi szerkesztője Kristian Nymoen.

## Stáb

### Dánia
- Lee West - Szerkesztő
- Rasmus Lund-Hansen - Szerkesztő
- Andreas Hvid - GRTV felügyelő
- Emil Østergaard - GRTV fotós és film szerkesztő
- Niels Nørgaard - GRTV Intern

### Norvégia
- Kristian Nymoen - Főszerkesztő
- Martin Rosmo Hansen - Író
- Richard Imenes - Író
- Berit Ellingsen - Író
- Kim Visnes - Író
- Kristina Soltvedt Wiik - Író
- Thor Benjamin Brekken - Író
- Adrian Berg - Író
- Bernt Erik Sandnes - Író

### Svédország
- Petter Hegevall - Főszerkesztő/művészeti igazgató/író
- Jonas Mäki - Szerkesztő/író
- Jonas Elfving - Szerkesztő/író

## Külső hivatkozások
- Gamereactor International — Hivatalos angol weboldal
- Gamereactor Denmark — Hivatalos dán weboldal
- Gamereactor Sweden — Hivatalos svéd weboldal
- Gamereactor Norway — Hivatalos norvég weboldal
- Gamereactor Finland — Hivatalos finn weboldal
- Gamereactor Germany — Hivatalos német weboldal
- Gamereactor Italy - Hivatalos olasz weboldal